# Голландское вторжение на Бали (1846)
Голландское вторжение на север Бали 1846 года — первая из серии колониальных кампаний голландских войск по захвату территорий острова Бали (в составе нынешней Индонезии). Голландцы использовали в качестве предлога для вторжения балийские претензии на имущество, обнаруживавшееся в результате кораблекрушений около острова, которое присваивалось балийцами, что было недопустимо по нормам западного права. Кроме того, в 1841 и 1843 годах голландцы навязали правителям северных балийских царств неравноправные договоры, которым последние, однако, не хотели следовать.
Голландские военные корабли подошли к Булелену 26 июня 1846 года. Флотилия насчитывала 2 фрегата, 4 парохода, 12 шхун, 40 малых судов, 1700 солдат, включая 400 европейцев (7-й и три роты 14-го батальона артиллерийская батарея, сапёрная рота и так далее), и 230 пушек. Руководили экспедицией вице-адмирал Энгельбертус Батавус ван ден Бош и подполковник Герардус Баккер. Балийцы укрепили порт, ввиду чего фрегаты подвергли его бомбардировке. После высадки на остров, состоявшейся 28 июня, голландские войска захватили и уничтожили королевский дворец в Сингарадже.
Балийцы согласились признать заключённые ранее договоры, а также на размещение на острове небольшого голландского гарнизона. После того как основная часть голландских войск отбыла на Яву, местный балийский правитель Джелантик отказался платить согласованную компенсацию голландцам и попытался объединить различные балийские силы против них.
Вторая военная голландская экспедиция на остров состоялась в 1848 году, которая была нацелена в том числе на силы Джелантика. Однако только в 1849 году, в результате очередного вторжения, голландцы сумели взять под контроль царства Булелен и Джембрана на севере Бали.